# Acachapan y Colmena 3.ª Sección
Acachapan y Colmena 3.ª Sección es una localidad del municipio de Centro ubicado en la subregión centro del estado mexicano de Tabasco.

## Geografía
La localidad de Acachapan y Colmena 3.ª Sección se sitúa en las coordenadas geográficas 18°02′52″N 92°46′41″O / 18.047778, -92.778056, a una elevación de 10 metros sobre el nivel del mar.

## Demografía
Según el Conteo de Población y Vivienda 2020, efectuado por el Instituto Nacional de Estadística y Geografía, la localidad de Acachapan y Colmena 3.ª Sección tiene 1,369 habitantes, de los cuales 685 son del sexo masculino y 684 del sexo femenino. Su tasa de fecundidad es de 2.29 hijos por mujer y tiene 359 viviendas particulares habitadas.
| Gráfica de evolución demográfica de Acachapan y Colmena 3.ª Sección entre 1970 y 2020 |
|                                                                                       |
| INEGI.                                                                                |